# سرود اروپا
«سرود اروپا» سرود جمعی اتحادیه اروپا و شورای اروپا است. این برای نمایندگی اتحادیه اروپا و کل اروپا استفاده می‌شود و هدف آن احترام به ارزش‌های مشترک اروپایی است. اتحادیه اروپا آن را بیانگر آرمان‌های آزادی، صلح و همبستگی توصیف می‌کند.
این سرود بر اساس «سرود شادی» از آخرین موومان سمفونی نهم بتهوون در سال ۱۸۲۳ ساخته شده‌است. این سرود در مناسبت‌های رسمی مانند رویدادهای سیاسی یا مدنی پخش می‌شود.

## متن آهنگ غیررسمی
در حالی که سرود هیچ متن رسمی ندارد، اشعار لاتین غیررسمی به تمام زبان‌های رسمی اتحادیه اروپا نوشته و ترجمه شده‌است.